# Finale della Coppa del mondo per club FIFA 2011
La finale della 8ª edizione della Coppa del mondo per club FIFA si è tenuta domenica 18 dicembre 2011 all'International Stadium di Yokohama tra i brasiliani del Santos, vincitori della Coppa Libertadores 2011, e gli spagnoli del Barcellona, vincitori della UEFA Champions League 2010-2011.

## Il cammino verso la finale
Il Santos ha superato in semifinale il Kashiwa Reysol, vincitore della J. League Division 1 2011 (e qualificato al torneo in qualità di campione del Paese ospitante), per 3-1.
Il Barcellona è arrivato in finale eliminando l'Al-Sadd, campione della AFC Champions League 2011, per 4-0.

## La partita

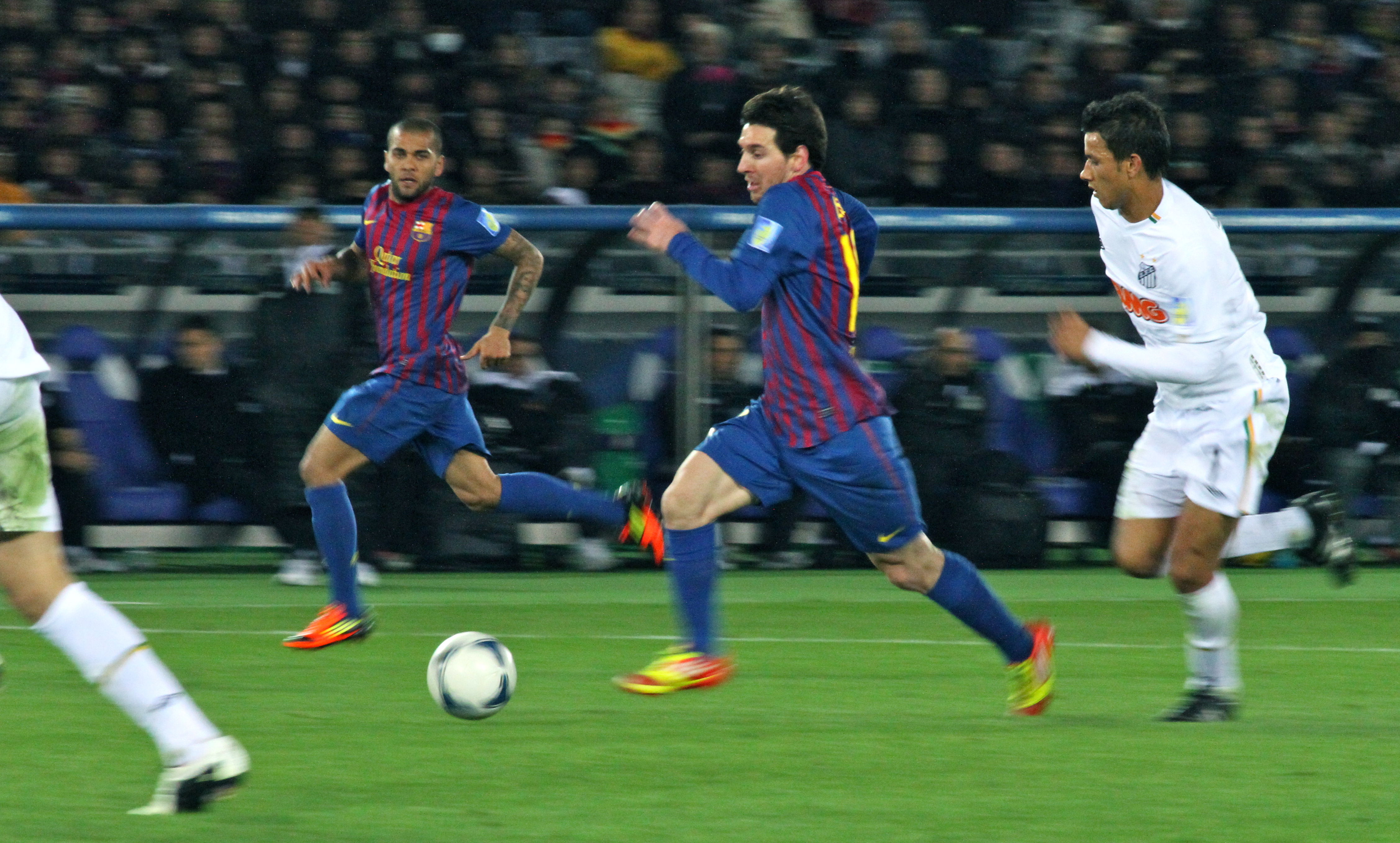
Lionel Messi, autore di una doppietta, in azione.

La gara vede un chiaro dominio da parte del Barcellona che passa in vantaggio già al 17' con Messi, abile a superare Rafael con un tocco sotto su assist di Xavi. Il raddoppio arriva solo sette minuti dopo con lo stesso Xavi che riceve da Alves e supera il portiere avversario con un preciso rasoterra. Gli spagnoli potrebbero dilagare già al 29' quando Fàbregas colpisce il palo a conclusione di una pregevole azione corale ma il 3-0 è solo rimandato: Rafael si supera sul colpo di testa di Thiago ma non può nulla su Fabregas che arriva a ribadire in rete (45'). Il secondo tempo si apre sulla falsariga del primo e solo un grande intervento di Rafael sul tiro di Fàbregas evita il quarto gol. Al 47' Neymar mette fuori di testa su cross di Borges ed è ancora lo stesso Neymar dieci minuti dopo a sprecare solo davanti a Valdés (nel mezzo da segnalare altre due buone occasioni per il Barcellona con Messi e Iniesta che non riescono a concretizzare). La gara scorre via senza grandi emozioni fino all'80' quando Alves colpisce un palo prima del definitivo 4-0 di Messi che deposita in rete dopo aver saltato Rafael.
Il Barcellona conquista il secondo successo nella competizione, dopo quello del 2009.

## Tabellino
| Arbitro: | Ravshan Irmatov |

|  |           |                                     |
|  | Marcatori | 17’ 82’ Messi 24’ Xavi 45’ Fàbregas |

| Santos | Barcellona |

Formazioni:
| Santos (4-3-1-2) |    |                   |     |     |
|                  |    |                   |     |     |
| POR              | 1  | Rafael            |     |     |
| DIF              | 2  | Edu Dracena (c)   | 74’ |     |
| DIF              | 4  | Danilo            |     | 31’ |
| DIF              | 14 | Bruno Rodrigo     |     |     |
| DIF              | 3  | Léo               |     |     |
| CEN              | 6  | Durval            |     |     |
| CEN              | 7  | Henrique          |     |     |
| CEN              | 5  | Arouca            |     |     |
| TRQ              | 10 | Ganso             | 73’ | 83’ |
| ATT              | 9  | Borges            |     | 79’ |
| ATT              | 11 | Neymar            |     |     |
| A disposizione:  |    |                   |     |     |
| POR              | 12 | Aranha            |     |     |
| POR              | 23 | Vladimir          |     |     |
| CEN              | 8  | Elano             |     | 31’ |
| DIF              | 13 | Bruno Aguiar      |     |     |
| DIF              | 15 | Anderson Carvalho |     |     |
| DIF              | 7  | Vinícius Simon    |     |     |
| CEN              | 17 | Felipe Anderson   |     |     |
| CEN              | 18 | Ibson             |     | 83’ |
| ATT              | 19 | Alan Kardec       |     | 79’ |
| ATT              | 20 | Wason Rentería    |     |     |
| ATT              | 21 | Pará              |     |     |
| ATT              | 22 | Diogo             |     |     |
| Allenatore:      |    |                   |     |     |
| Muricy Ramalho   |    |                   |     |     |

| Barcellona (4-3-3) |    |                      |     |     |
|                    |    |                      |     |     |
| POR                | 1  | Víctor Valdés        |     |     |
| DIF                | 2  | Dani Alves           |     |     |
| DIF                | 5  | Carles Puyol (c)     |     | 85’ |
| DIF                | 3  | Gerard Piqué         | 39’ | 56’ |
| DIF                | 22 | Éric Abidal          |     |     |
| CEN                | 6  | Xavi 24’             |     |     |
| CEN                | 16 | Sergio Busquets      |     |     |
| CEN                | 8  | Andrés Iniesta       |     |     |
| ATT                | 4  | Cesc Fàbregas 45’    |     |     |
| ATT                | 10 | Lionel Messi 17’ 82’ |     |     |
| ATT                | 11 | Thiago Alcántara     |     | 79’ |
| A disposizione:    |    |                      |     |     |
| POR                | 13 | José Pinto           |     |     |
| ATT                | 9  | Alexis Sánchez       |     |     |
| DIF                | 14 | Javier Mascherano    | 71’ | 56’ |
| CEN                | 15 | Seydou Keita         |     |     |
| ATT                | 17 | Pedro                |     | 79’ |
| CEN                | 18 | Jonathan dos Santos  |     |     |
| DIF                | 19 | Maxwell              |     |     |
| ATT                | 21 | Adriano              |     |     |
| DIF                | 24 | Andreu Fontàs        |     | 85’ |
| ATT                | 27 | Isaac Cuenca         |     |     |
| POR                | 25 | Oier Olazábal        |     |     |
| ATT                | 7  | David Villa          |     |     |
| Allenatore:        |    |                      |     |     |
| Josep Guardiola    |    |                      |     |     |